# Гюрова, Гинка
Гинка Гюрова (болг. Гинка Гюрова; род. 15 апреля 1954, неизвестно) — болгарская гребчиха, выступавшая за сборную Болгарии по академической гребле в 1970-х годах. Серебряная призёрка двух летних Олимпийских игр, в Монреале и в Москве, обладательница серебряной медали чемпионата мира, победительница и призёрка регат национального значения.

## Биография
Гинка Гюрова родилась 15 апреля 1954 года.
Первого серьёзного успеха на взрослом международном уровне добилась в сезоне 1975 года, когда вошла в основной состав болгарской национальной сборной и побывала на чемпионате мира в Ноттингеме, откуда привезла награду серебряного достоинства, выигранную в зачёте распашных рулевых четвёрок — в финале пропустила вперёд только команду из ГДР.
Благодаря череде удачных выступлений удостоилась права защищать честь страны на летних Олимпийских играх 1976 года в Монреале — в составе четырёхместного рулевого экипажа, куда также вошли гребчихи Марийка Модева, Рени Йорданова, Лиляна Васева и рулевая Капка Георгиева, в решающем финальном заезде пришла к финишу второй, уступив чуть более трёх секунд команде из Восточной Германии, и тем самым завоевала серебряную олимпийскую медаль.
После монреальской Олимпиады Гюрова осталась в составе гребной команды Болгарии на ещё один олимпийский цикл и продолжила принимать участие в крупнейших международных регатах. Так, в 1978 году она выступила на мировом первенстве в Карапиро, где заняла четвёртое место в программе безрульных двоек.
В 1979 году на чемпионате мира в Бледе стала шестой в безрульных двойках.
Находясь в числе лидеров болгарской национальной сборной, благополучно прошла отбор на Олимпийские игры 1980 года в Москве — здесь совместно с Марийкой Модевой, Ритой Тодоровой, Искрой Велиновой и рулевой Надей Филиповой в распашных четвёрках вновь финишировала позади восточногерманского экипажа и добавила в послужной список ещё одну серебряную олимпийскую медаль. Вскоре по окончании этих соревнований приняла решение завершить спортивную карьеру.